# Roches gravées de Trois-Rivières
Plusieurs sites archéologiques sur la commune de Trois-Rivières en Guadeloupe présentent des roches gravées (ou ornées), datant de l'époque précolombienne. Cinq de ces ensembles sont inscrits ou classés au titre des monuments historiques.

## Histoire
En 1640, les religieux Raymond Breton et Armand de la Paix signalent des roches gravées à l'embouchure de la rivière du Carbet. Toutefois, note Henry Petitjean Roget, « les religieux venus pour convertir les Caraïbes ne [s’étant] guère intéressés aux vestiges enfouis dans le sol guadeloupéen », « ce n’est qu’au début du XIXe siècle que débutent les premières recherches archéologiques ». En 1885, des pétroglyphes sont signalées par Otis Tufton Mason dans son rapport pour l’institution de recherche scientifique américaine Smithsonian.
En 1949, Emile Revert, chargé de mission par le Musée de l’Homme à Paris commence les premières fouilles sur le site de Morel avec son assistant Guy Lassere. Des poteries seront excavées. Le docteur Landillon poursuivra les fouilles. 
La première mention écrite que l'on connaisse à propos de roches gravées à Trois-Rivières est le fait de F. Langin, publiée en 1848. 
De nombreuses recherches y ont pris place depuis. Les plus récentes ont débuté en 2015 sous la direction de J. Monney. Ces recherches pluridisciplinaires ont notamment mis en évidence que les sites ornés du littoral (dont fait notamment partie le parc archéologique des roches gravées), était très probablement utilisés par une pluralité de groupes différents dans le cadre de leur approvisionnement en eau lors de trajets interinsulaires ou lors de rassemblements périodiques. 

## Différentes stations ornées de Trois-Rivières

### Parc archéologique des roches gravées
Le parc archéologique des roches gravées, situé à proximité du centre de Trois-Rivières, est un parc géré par le conseil général de la Guadeloupe depuis 1981. Il a été créé en 1975, à la suite du classement du site au titre des monuments historiques par l'arrêté du 26 février 1974. Il présente sur un hectare une vingtaine de roches présentant au total plus de 230 gravures et des polissoirs.
À la suite d'un éboulement dans sa partie haute (tremblement de terre en 2004), le parc est en rénovation. Pendant les rénovations l'entrée est gratuite, et la visite ne se fait que guidée du mardi au samedi : 9 h, 10 h, 11 h et 14 h, 15 h ou 16 h. 
En fin de matinée, la lumière rasante permet de mieux apprécier les reliefs.

### Roches gravées et polissoirs de l'Anse des Galets

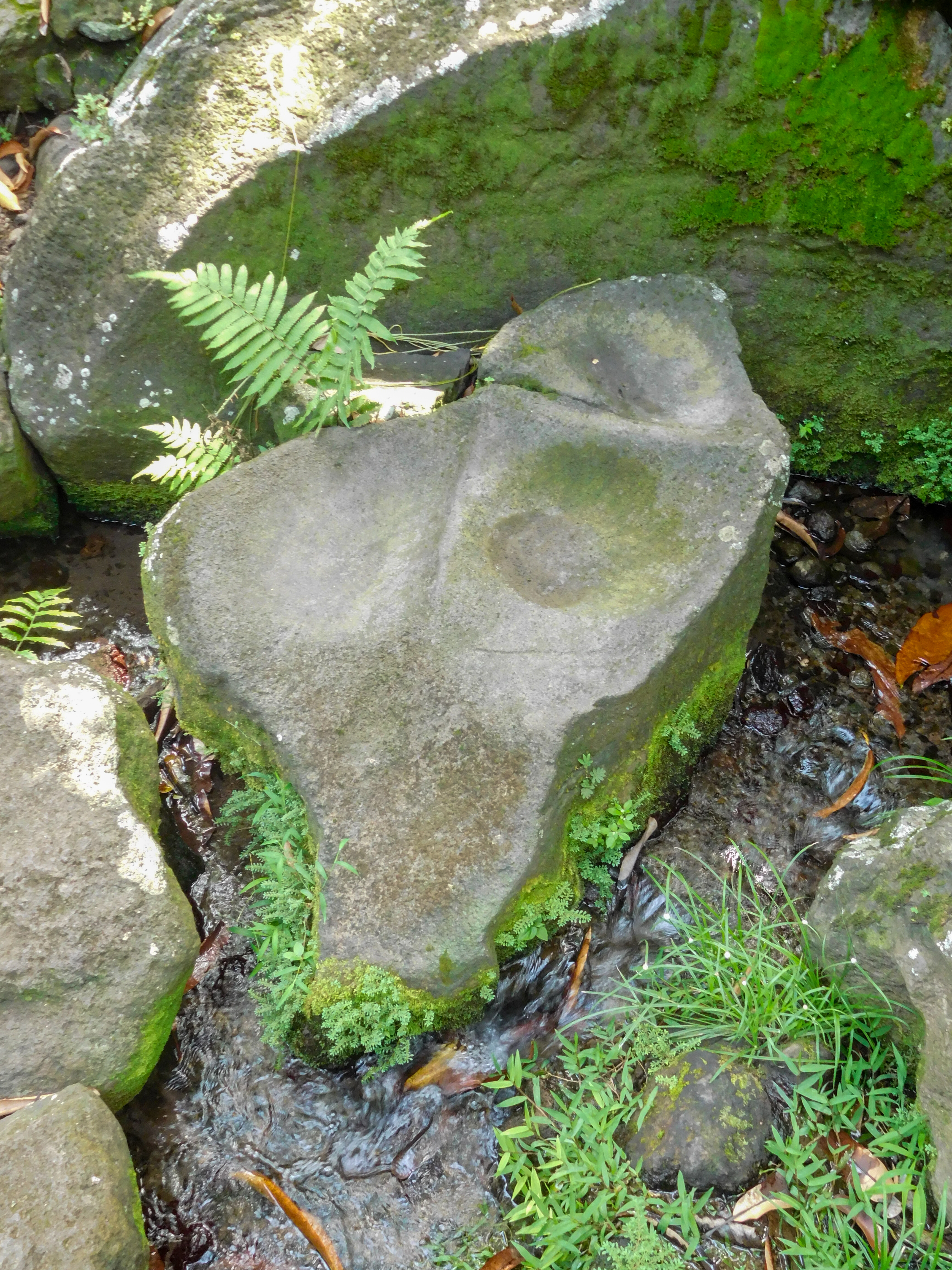
Polissoir

Le site de l'Anse des Galets a été découvert en 1995. Il est inscrit au titre des monuments historiques en 2003 puis classé par l'arrêté du 29 octobre 2012. Il regroupe un ensemble de neuf roches gravées et deux polissoirs, à proximité d'une source et du bord de mer.

### Ensemble des roches gravées de Vallée d'Or
L'ensemble des roches gravées de la Vallée d'Or comprend au total 76 roches gravées et 26 polissoirs. Il a été inscrit au titre des monuments historiques par l'arrêté du 3 décembre 2008,,.

### Roches gravées de l'Anse Duquéry
L'ensemble est inscrit au titre des monuments historiques en 2013.

### Roches gravées et polissoirs de la rivière du Petit Carbet
L'ensemble, situé le long du cours de la rivière du Petit Carbet, est inscrit au titre des monuments historiques en 2013.